# NGC 5112
NGC 5112 est une galaxie spirale barrée située dans la constellation des Chiens de chasse. Sa vitesse par rapport au fond diffus cosmologique est de 1 184 ± 15 km/s, ce qui correspond à une distance de Hubble de 17,5 ± 1,2 Mpc (∼57,1 millions d'al). NGC 5112 a été découverte par l'astronome germano-britannique William Herschel en 1787.
La classe de luminosité de NGC 5112 est III-IV et elle présente une large raie HI.
En raison d'une brillance de surface égale à 14,76 mag/am2, on peut qualifier NGC 5112 de galaxie à faible brillance de surface (LSB en anglais pour low surface brightness). Les galaxies LSB sont des galaxies diffuses (D) avec une brillance de surface inférieure de moins d'une magnitude à celle du ciel nocturne ambiant.
À ce jour, 19 mesures non basées sur le décalage vers le rouge (redshift) donnent une distance de 18,546 ± 8,715 Mpc (∼60,5 millions d'al), ce qui est à l'intérieur des valeurs de la distance de Hubble. Puisque cette galaxie est relativement rapprochée du Groupe local, cette distance est peut-être plus près de sa distance réelle que la distance de Hubble. Notons que c'est avec la valeur moyenne des mesures indépendantes, lorsqu'elles existent, que la base de données NASA/IPAC calcule le diamètre d'une galaxie.

## Groupe de NGC 5005
Selon A. M. Garcia, NGC 5112 est un des membres du Groupe de NGC 5005. Ce groupe de galaxies compte au moins 16 membres. Les autres galaxies du groupe sont NGC 4861, NGC 5002, NGC 5005, NGC 5014, NGC 5033, NGC 5107, IC 4182,  IC 4213, UGC 8181, UGC 8246, UGC 8261, UGC 8303, UGC 8314, UGC 8315 et UGC 8323.
Abraham Mahtessian mentionne aussi l'existence de ce groupe, mais il n'y figure que quatre galaxies, soit NGC 5005, NGC 5014, NGC 5033 et IC 4213.
De plus, Mahtessian mentionne que NGC 5112 forme une paire avec la galaxie NGC 5107.